# Leticia Huijara
Leticia Huijara Cano (Acapulco, Guerrero, 12 de diciembre de 1967) es una actriz mexicana de cine, teatro y televisión.

## Biografía
Leticia Huijara Cano nació en Acapulco, Guerrero donde vivió los primeros cinco años de vida. A partir de entonces vive en la Ciudad de México. Estudió la carrera de Literatura Dramática y Teatro en la UNAM. Inició su carrera de actriz en 1987 en la célebre obra de teatro De la calle. Desde entonces ha combinado su trabajo en el teatro con el cine y la televisión. Ha ganado distintos premios entre los que destacan el Ariel a Mejor Actriz por la película Por si no te vuelvo a ver y el premio a la mejor actriz protagónica de televisión que otorga el Círculo Nacional de Periodistas por la telenovela Los Sánchez. 
En espera de estrenar las películas Días de Invierno de Jaisyel Hernández (2019) y Mírame de Pacel Cantú.  
Ha combinado su carrera teatral con el cine, donde ha sido protagonista de varias películas entre las que destacan: La ley de Herodes, Ciudades oscuras, Sexo por compasión, Por si no te vuelvo a ver, Dos crímenes, Cilantro y perejil y Lola, entre muchas otras. Ha sido nominada al Ariel en tres ocasiones, dos como actriz secundaria y una como actriz principal. También fue nominada a la Diosa de plata.
En teatro ha participado en Baño de damas (premio mejor grupo femenino asociación de críticos y periodistas de teatro), Venecia, Sueños, Los signos del Zodiaco, Paisaje interior, En defensa propia y La última Diana, entre muchas otras.
Formó parte del elenco de la telenovela Los Sánchez (premio mejor actriz protagónica 2005, Círculo Nacional de Periodistas), en donde encarnó el personaje de una mujer de clase alta que vive circunstancias fuera de serie con una familia que no pertenece a su círculo social. También trabajó en las telenovelas Montecristo y Demasiado corazón, además de en diversos programas unitarios.
Dirigió Ocho historias de cantina en el teatro Santa Catarina y ha sido productora de las obras Baño de damas y Los delitos insignificantes, ambas en el teatro Helénico. En 2009 estrenó Juntos y felices, su primera obra como dramaturga.
En 2016 regresa a Televisa después de 26 años, a lado de Pedro Damián en la telenovela Despertar contigo.

## Trayectoria

### Cine
- ¡Hasta la madre! De la navidad (2024) ... Rosa[2]
- El laberinto escondido (2024) ... Susana
- Hasta la madre del Día de las Madres (2023) .... Rosa[3]
- ¡Que viva México! (2023) .... Secretaria Regino[4]
- Días de Invierno (2020) .... Lilia
- Mírame 2019
- El viaje de Keta (2018) .... Ximena
- Duele (corto) (2017) .... Helena
- Ella es Ramona (2015)
- La cebra  (2012).....     Juana
- Ciudades oscuras (2002) .... Rosario
- Sexo por compasión (2000) .... Leocadia
- La ley de Herodes (1999) .... Gloria
- Luces de la noche (1998) .... Mujer en la calle
- Alta tensión (1997) .... Trabajadora en compañía
- Por si no te vuelvo a ver (1997) .... Margarita
- Dos crímenes (1995) .... Carmen 'la Chamuca'
- Cilantro y perejil (1995) .... Melita
- Lola (1989) .... Lola
- Barroco (1989)

### Televisión
- Se llamaba Pedro Infante (2023) ... Maria del Refugio Cruz[5]
- Mujeres asesinas (2022) ... Doña Socorro, Episodio: "La insomne" [6]
- El repatriado (2022) ...Rosa[7]
- Oscuro deseo (2020) ... Lucinda

- Como tú no hay 2 (2020) .... Sol Morales[8]
- Tijuana (2019)[9]
- Jugar con fuego (2019) .... Dolores
- La bella y las bestias (2018) .... Patricia vda. de Quintero
- El César (2017) .... Doña Isabel de Chávez
- Sense8 (2017) .... Madre de Daniela
- Despertar contigo (2016-2017).... Tulia Ventura vda. de Leal
- Un día cualquiera (2016) .... (Herencia "historia 2")
- Siempre tuya Acapulco (2014) .... Esperanza Santander Alarcón vda. de Rivas
- El octavo mandamiento (2011) .... Isabel de San Millán/Guadalupe
- Montecristo (2006) .... Lola
- Los Sánchez (2004-2005) .... Charo "Charito" Banegas de Uriarte
- Demasiado corazón (1998) .... Elizabeth

## Premios y nominaciones

### Premios Ariel
| Año  | Categoría                  | Película                  | Resultado |
| ---- | -------------------------- | ------------------------- | --------- |
| 2002 | Mejor coactuación femenina | Ciudades oscuras          | Nominada  |
| 1998 | Mejor actriz               | Por si no te vuelvo a ver | Ganadora  |
| 1994 | Mejor coactuación femenina | Dos crímenes              | Nominada  |

### Premios TVyNovelas
| Año  | Categoría              | Telenovela        | Resultado |
| ---- | ---------------------- | ----------------- | --------- |
| 2017 | Mejor Actriz Coestelar | Despertar contigo | Nominada  |